# Siri Bjerke
Siri Bjerke, född 19 juni 1958 i Oslo, död 11 februari 2012, var en norsk politiker som representerade Arbeiderpartiet. 
Bjerke var statssekreterare i Utrikesdepartementet i Regeringen Brundtland III och Regeringen Jagland.
Hon var miljöminister från 2000 till 2001 i Regeringen Stoltenberg I. Siri Bjerke var dotter till ekonomen Juul Bjerke och syster till DNB-chefen Rune Bjerke.